# Moksinjärvi
Moksinjärvi är en sjö i kommunen Jyväskylä i landskapet Mellersta Finland i Finland. Arean är 46 hektar och strandlinjen är 4,26 kilometer lång. Sjön  ingår i Kymmene älvs huvudavrinningsområde.   Den ligger omkring 23 kilometer sydväst om Jyväskylä och omkring 220 kilometer norr om Helsingfors. 